# Hapalidiales
Ordre
L’ordre des Hapalidiales est un ordre d’algues rouges de la sous-classe des Corallinophycidae.

## Liste des familles
Selon AlgaeBase (8 février 2019) et World Register of Marine Species (8 février 2019) :
- famille des Hapalidiaceae J.E.Gray
- famille des Mesophyllaceae Athanasiadis, 2016